# Ölmez, Altınekin
Ölmez là một xã thuộc huyện Altınekin, tỉnh Konya, Thổ Nhĩ Kỳ. Dân số thời điểm năm 2011 là 421 người.